# Vuelo 1008 de Dan Air
El vuelo 1008 de Dan Air fue un vuelo de pasajeros accidentado el 25 de abril de 1980. El avión, un Boeing 727 de la compañía inglesa Dan-Air procedente de Mánchester con destino a Tenerife, cayó a unos 20 kilómetros del aeropuerto tinerfeño de Los Rodeos durante las maniobras de aproximación para el aterrizaje. Fallecieron los 146 ocupantes de la aeronave. Se produjo solo 3 años después del grave accidente en Los Rodeos, que se saldó con 583 fallecidos.

## La aeronave

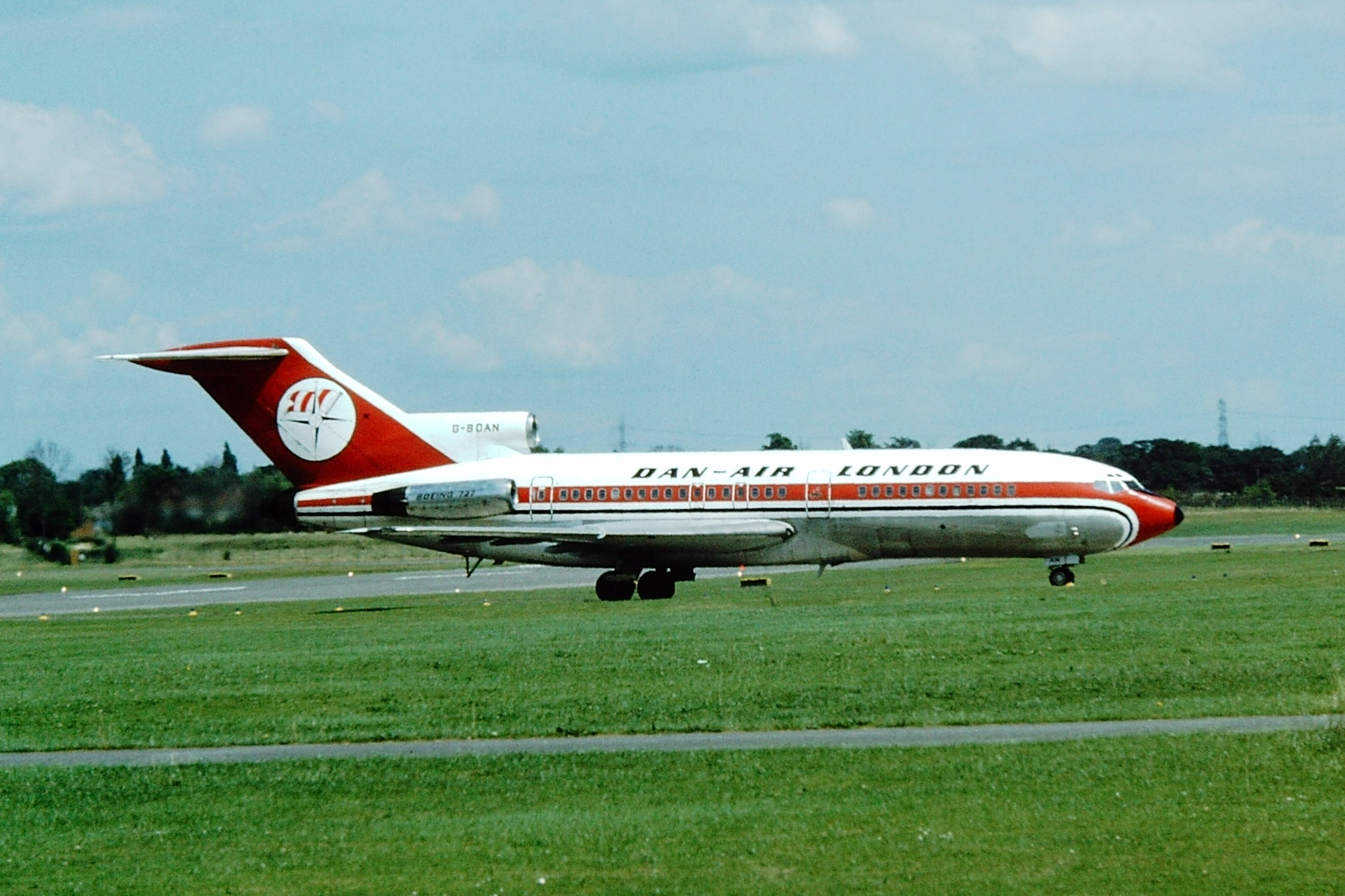
El avión siniestrado, en una imagen de 1978.

El Boeing 727-46 con número de serie 19279/288 fue construido en junio de 1966 y entregado a Japan Air Lines. Posteriormente pasó a manos de la japonesa TOA Domestic, que lo vendería a Dan-Air en agosto de 1974. Tenía 13 años y 10 meses en el momento del accidente.

## El accidente
El vuelo 1008 fue un vuelo chárter desde el aeropuerto de Manchester, Reino Unido, al aeropuerto de Tenerife Norte, Islas Canarias, España. El vuelo volaba muy de cerca detrás de un turbohélice de Iberia, más lento. El vuelo se encontraba a 26 km de la radiobaliza VOR/DME 'TFN' cuando se le autorizó a continuar hacia la radiobaliza 'FP' para una aproximación a la pista 12 después de haber alcanzado 'TFN'. Inicialmente a nivel de vuelo (FL) de 3400 metros, el Dan-Air 1008 fue autorizado a descender a FL 1800 metros. La tripulación informó sobre 'TFN' y se le solicitó unirse a un patrón de espera no estándar sobre la radiobaliza 'FP'. Este patrón de espera no era un procedimiento reglamentado y la tripulación no tenía una carta para ello, pero la instrucción fue aceptada. De hecho, la aeronave no sobrevoló la zona de aterrizaje (FP), sino que voló al sur de la baliza y anunció "entrando en espera". Aproximadamente un minuto después, se les autorizó a descender a 1500 metros.
Aunque el piloto al mando había indicado que estaba entrando en el recorrido según las instrucciones del controlador aéreo español, en realidad giró la aeronave a la izquierda, en dirección sureste, hacia una zona de terreno elevado, donde la altitud mínima de seguridad era de 4400 metros. Cuando, durante el descenso de la aeronave hacia los 1500 metros, se activó el sistema de advertencia de proximidad al suelo (GPWS), la tripulación reaccionó rápidamente e inició un ascenso. Con los motores a plena potencia, la aeronave realizó un viraje pronunciado a la derecha e impactó contra el Monte La Esperanza a las 13:21:15 hora local. La aeronave volaba entre nubes cuando impactó contra la montaña.  El impacto provocó la desintegración completa de la aeronave, causando la muerte de todos los ocupantes y dejando un rastro de escombros de 350 metros de longitud.
El accidente del vuelo 1008 resultó ser en aquel entonces el tercero más grave del aeropuerto de los Rodeos, tras los accidentes de 1972 (155 fallecidos) y de 1977 (583 fallecidos).

## Las causas

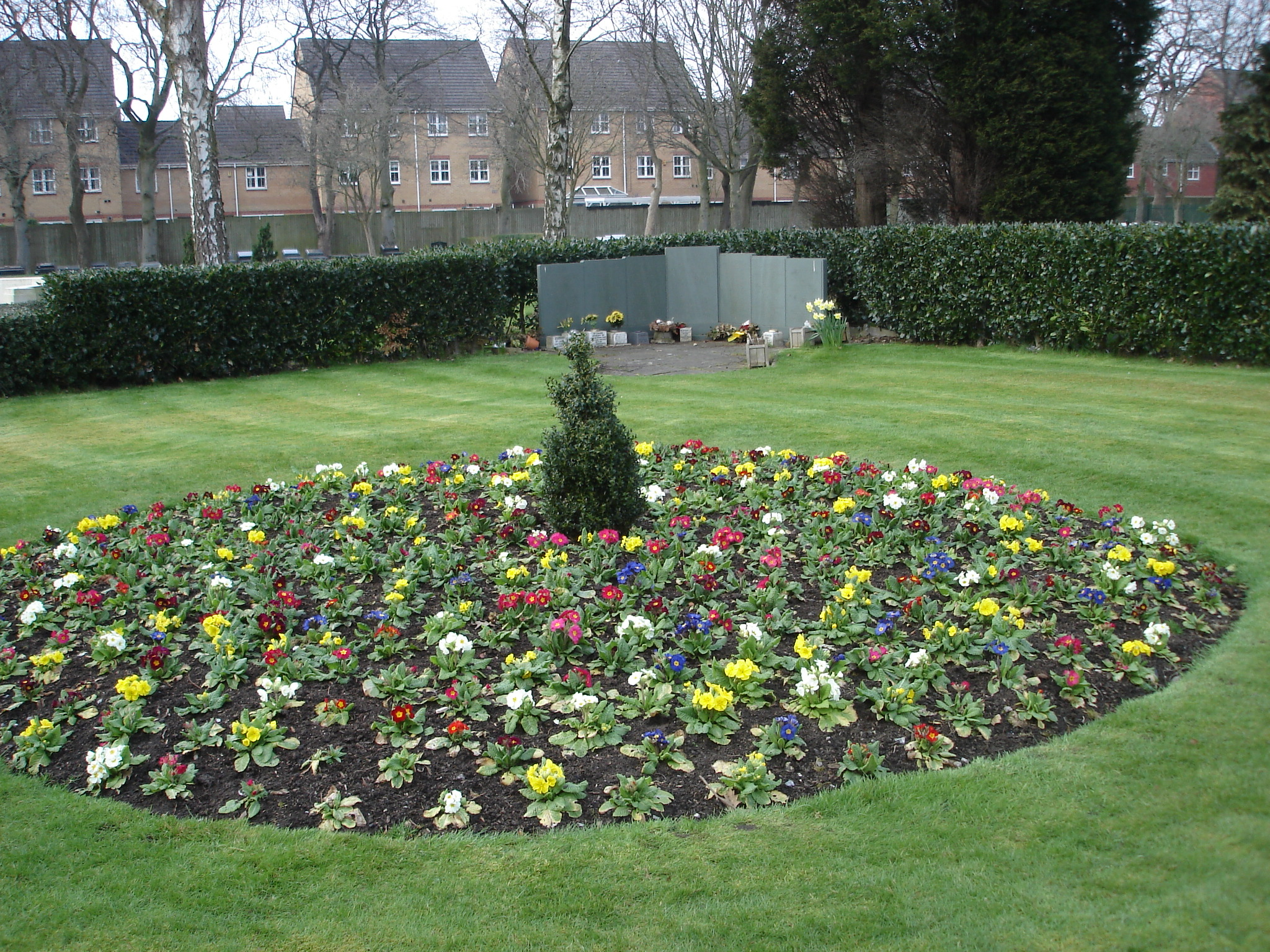
Monumento funerario en memoria de las víctimas en Manchester.

### El informe oficial
El informe oficial, elaborado por las autoridades españolas, establece lo siguiente:
"El capitán, sin tener en cuenta la altitud a la que estaba volando, llevó el avión a un área de terreno elevado, lo que le hizo no mantener la distancia de seguridad adecuada respecto al suelo, como era su obligación".
Además, señala como factores contribuyentes:
- Llevar a cabo una maniobra sin tenerla claramente definida.
- Navegación imprecisa por parte del capitán.
- Ausencia de trabajo en equipo entre el capitán y el copiloto.
- El corto espacio de tiempo entre la información dada por el controlador para efectuar la espera y el punto donde debía iniciarla.
- El hecho de que la espera indicada no estuviera publicada en ninguna carta de navegación aeronáutica.

Por su parte, las autoridades británicas, que estaban de acuerdo en líneas generales con el informe, añadieron las siguientes observaciones:
- La información referida a la espera, que fue transmitida por el controlador, era ambigua y contribuyó directamente a la desorientación de la tripulación.
- No se indicó una altura mínima para la espera.
- La orientación de la espera era irreal, pues no concordaba con el rumbo de la pista de aterrizaje.

### Navegación imprecisa
La aeronave debía llegar al VOR TFN por su radial 010 y abandonarlo por el 255 para incorporarse a FP, donde el controlador había establecido un patrón de espera improvisado, que sería en rumbo de aproximación a FP por el radial 150 y virajes a la izquierda.
Sin embargo, el avión pasó TFN a más de una milla al Este, y lo comunicó con 33 segundos de retraso, dando al controlador una percepción equivocada de su ubicación.
A partir de ahí, el avión en ningún momento procedió a tomar rumbo hacia FP (de hecho, el comandante parece haber pensado que debía tomarlo en rumbo 150 en alejamiento, tal y como se aprecia en las grabaciones de cabina).

### Información ambigua del controlador
El controlador dio instrucciones al DA1008 para proceder a la espera. Esa espera no estaba publicada en ninguna carta de navegación aeronáutica y su rumbo no guardaba relación con el de la pista de aterrizaje, lo que suscitó dudas en la tripulación, durante una fase tan crítica como la de aproximación.
Por otra parte, al indicar la espera dice turns to the left (virajes a la izquierda), pero en las grabaciones se aprecia turn to the left (gire a la izquierda). Esto fue interpretado por las autoridades británicas como un posible elemento de ambigüedad que pudo haber obligado al comandante a girar a la izquierda al llegar a FP para tomarlo en rumbo 150.

### Últimos segundos del impacto
En los últimos segundos de vuelo del avión nunca llegó a FP, sino que lo sobrepasó varias millas al sur. Poco después efectuó un viraje a la izquierda, probablemente debido a la confusión que le había producido el mensaje del controlador. 
Sin embargo, ese viraje fue interrumpido por un aviso de proximidad al terreno, que fue corregido con un viraje hacia la derecha. Tras esta maniobra cesaron los avisos porque el avión entró en un valle, pero cuatro segundos después impactaría contra la montaña a poco menos de dos mil metros de altitud.